# Neslişah Sultan (figlia di Şehzade Mehmed Abdülkadir)
Safvet Neslişah Sultan (turco ottomano: نسل شاہ سلطان, lett. "pura" e "che è nata dallo Şah"; anche nota come Küçük Neslişah e Neslişah Osmanoğlu; Budapest, 25 dicembre 1925 – Istanbul, 30 maggio 2014) è stata una principessa ottomana, figlia di Şehzade Mehmed Abdülkadir e nipote del sultano Abdülhamid II.

## Origini
Sefvet Neslişah Sultan nacque il 25 dicembre 1925 a Budapest, nel Regno d'Ungheria. Suo padre era Şehzade Mehmed Abdülkadir, figlio del sultano ottomano Abdülhamid II, e sua madre la consorte Fatma Meziyet Hanim. Era l'ultima figlia di suo padre e aveva una sorella maggiore, Bidar Sultan, nata e morta nel 1924.
Al momento della sua nascita, la dinastia ottomana era in esilio da quasi due anni. Per questo motivo, oltre al fatto che il matrimonio dei suoi genitori non venne mai riconosciuto come valido dai sultani Mehmed V e Mehmed VI, Neslişah, benché venisse comunemente chiamata Neslişah Sultan, non portò mai per suo pieno diritto il titolo di Sultana.
Alla nascita venne soprannominata Küçük Neslişah, ovvero Neslişah "la minore", per distinguerla da sua cugina, Neslişah "la maggiore", di lei poco più grande. 
Nel 1940 la sua famiglia si trasferì a Sofia, nel Regno di Bulgaria, e allo scoppio della seconda guerra mondiale Neslişah venne inviata a Nizza da sua zia Ayşe Sultan.

## Matrimoni
Nel 1953 Neslişah sposò Avni Reda Bey e si trasferì con lui a Il Cairo. Ebbero due figli. In seguito, dopo la revoca dell'esilio per le principesse, si trasferirono a Istanbul, dove divorziarono nel 1969.
Sposò poi  nel 1973 Mehmed Şefik Ziya (1894 – 1980), un americano di origini turco-cipriote che era vedovo di Şükriye Sultan, nipote del sultano ottomano Abdülaziz, zio di Abdülhamid II. Non ebbero figli e rimase vedova nel 1980.
Nel 2000 e nel 2012 partecipò ai funerali rispettivamente di Mihrimah Sultan, nipote del sultano Mehmed V; e della sua omonima Neslişah Sultan, nipote del califfo Abdülmecid II e del sultano Mehmed VI.

## Morte
Neslişah morì il 30 maggio 2014 al Marmara Training and Research Hospital di Istanbul. Era l'ultima nipote di Abdülhamid II ancora in vita. Venne sepolta accanto alla madre nel cimitero di Karacaahmet, dopo una cerimonia a cui presero parte quasi tutti i discendenti della dinastia ottomana ancora vivi.

## Discendenza
Dal suo primo matrimonio, Neslişah ebbe due figli:
- Sultanzade Salih Reda (Il Cairo, 1954).
- Sultanzade Ömer Reda (Il Cairo, 1957). Il 27 luglio 1995 ha sposato Ceylan Fethiye Palay (n.1971) all'hotel Swiss di Istanbul. Hanno due figlie:
  - Meziyet Dilara Reda (n.1998). Chiamata in onore della nonna materna del padre.
  - Neslişah Reda (n. 2000). Chiamata in onore di sua nonna paterna.